# Ibne Tictaca
Tajide Adim Abil Haçane Ali (Tāji’d-Dīn Abi’l-Hasan ’Ali) ou Jalal Adim Abu Jafar Maomé (Jalāl-ad-Dīn Abu Ja’far Muhammad), melhor conhecido como ibne Tictaca (‘Ibn al-Tiqtaqā’, lit. "o filho do tagarela") era um iraquiano que permaneceu baluarte do xiismo, até a forçada conversão do Irã pelo xá safávida Ismail I.
De acordo com E.G. Browne's Versão inglesa de Mīrzā Muhammad b. ‛Abudi’l-Wahhāb-i—Qazwīni’s edição do ‛Alā-ad-Dīn ‛Ata Malik-i-Juwaynī’s Ta’rīhh-i-Jahān Gushā (Londres1912, Luzac), p.ix, Ibn al-Tiqtaqā’s chamado como Safiyu’d-Din Muhammad nascido ‛Ali nascido Muhammad nascido Tabātabā.